# Chinese danio
De Chinese danio (Tanichthys albonubes) is een zoetwatervisje uit de familie van de karperachtigen dat oorspronkelijk voorkomt in China en Vietnam.
De soort werd ontdekt in 1932 in een stroompje in de Witte-Wolkenbergketen in Guangdong, de naam van de ontdekker luidt Tan, en dit verklaart de wetenschappelijke naam: Tan - ichthys (= vis) - albo (= wit) - nubes (= wolken), dus: het visje van Tan uit de Witte Wolken. Vroeger werd hij ook wel "arbeidersvisje" genoemd omdat hij zo makkelijk kweekt dat zelfs de toenmalige arbeiders ze konden betalen.

## Kenmerken
Het visje wordt ongeveer 4 centimeter lang en is zilvergroen van kleur met een helderrode staartvin. Het heeft een donkere lengtestreep over het lichaam. Het is moeilijk onderscheid te maken tussen mannetjes en vrouwtjes, al zijn de mannetjes vaak wat slanker en iets helderder gekleurd.

## Aquarium en vijver
De Chinese danio wordt vaak in aquaria gehouden. Er worden geen strenge eisen aan de pH-waarde en de hardheid van het water gesteld. Daarnaast hoeft het water ook niet al te warm te zijn, tussen de 14 en 22 graden is ideaal, maar als de temperatuur flink daalt, dan hoeft dat geen probleem te zijn. Gezelschap van soortgenoten wordt wel op prijs gesteld want het is een echte scholenvis. Alle soorten voer worden geaccepteerd. Omdat ze makkelijk te houden zijn, zijn ze ideaal voor beginnende aquarianen. Als het aquariumwater stevig in beweging is, door het functioneren van bijvoorbeeld een filter of doorluchtpomp, moet het aquarium wel afgesloten zijn, omdat deze soort dan af en toe zal springen en buiten het aquarium kan belanden.
Ook in de vijver blijken ze prima te houden, ze worden dan ook groter en kleurrijker, als de vijver diep genoeg is (90 cm minimaal) kunnen ze er jaarrond in blijven. Hoewel het misschien in een vijver niet zulke opvallende vissen zijn, zijn ze voor een natuurvijver misschien beter geschikt dan goudvissen.

## Kweek
Ook de kweek van de Chinese danio is niet moeilijk en gebeurt ook in het aquarium vaak spontaan. De eitjes worden afgezet tussen bosjes algen of fijne waterplanten in de buurt van de bodem. Zoals alle karperachtigen vertoont ook deze soort geen broedzorg, maar de eitjes worden vaak wel met rust gelaten en niet opgegeten.